# Theodor Richter (Chemiker)

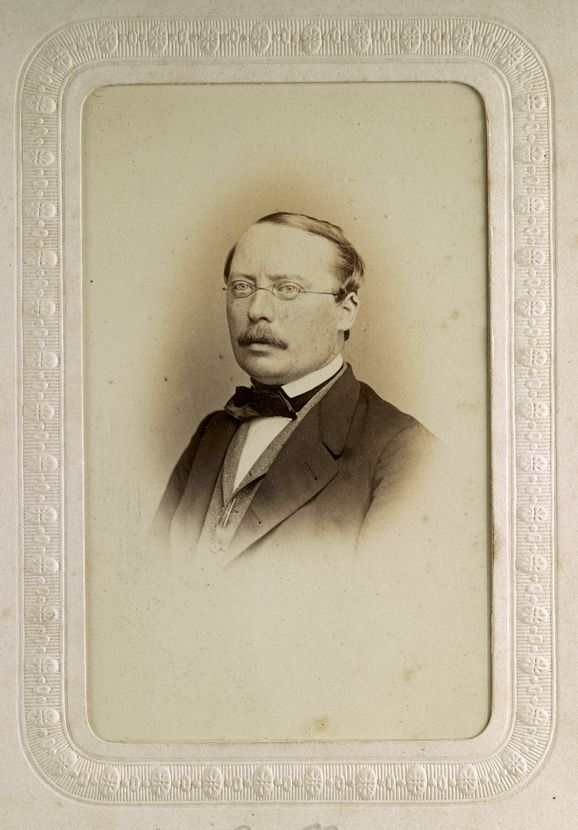
Hieronymus Theodor Richter, circa 1873

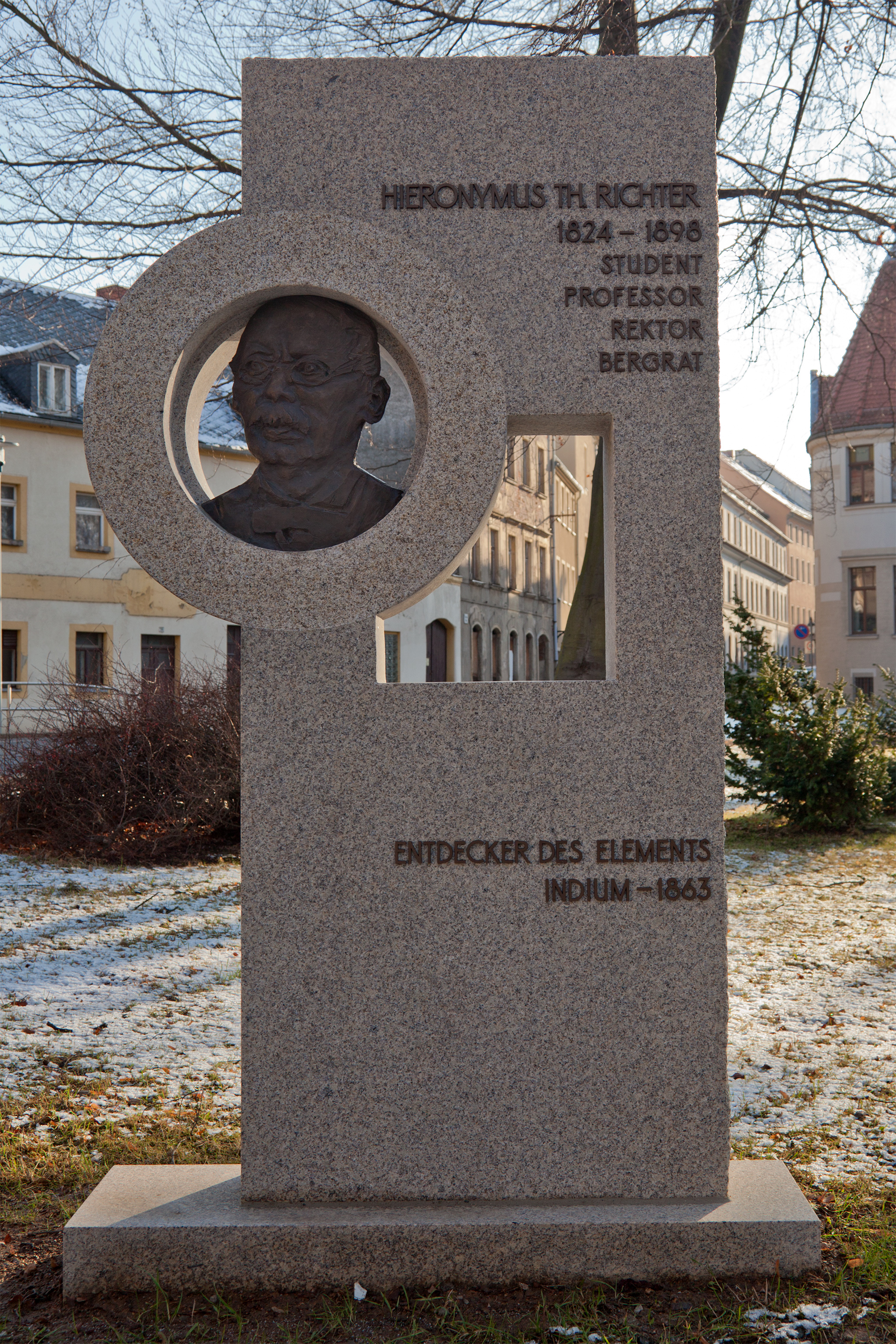
Denkmal in Freiberg, Wallstraße

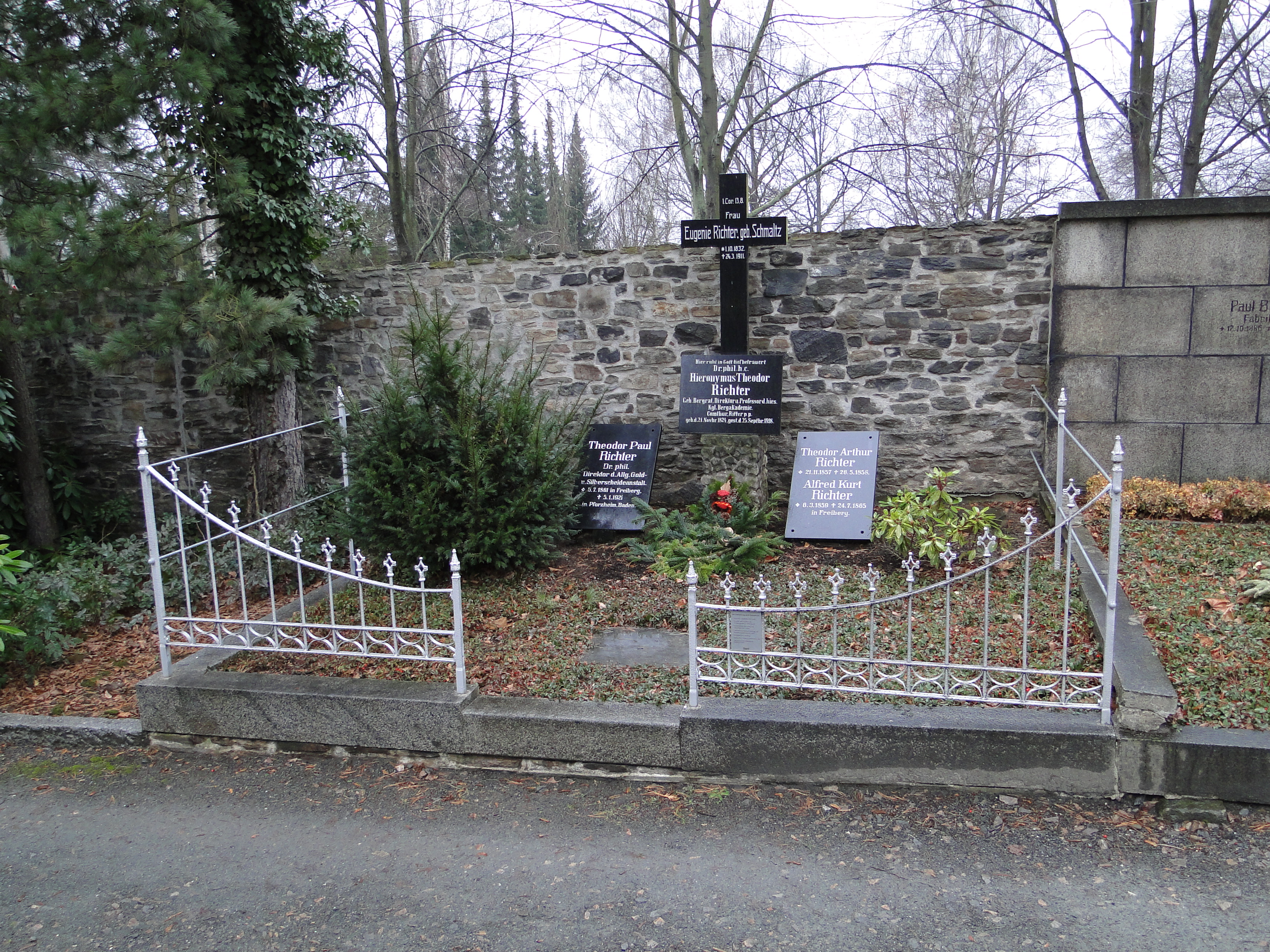
Richters Grab in Freiberg

Hieronymus Theodor Richter (* 21. November 1824 in Dresden; † 25. September 1898 in Freiberg) war ein deutscher Chemiker und Mineraloge.

## Leben
Theodor Richter absolvierte zunächst eine Apothekerlehre. Von 1843 bis 1847 studierte er an der Bergakademie Freiberg (unter anderem bei Carl Friedrich Plattner) und wurde Mitglied des Corps Saxo-Borussia Freiberg. Danach arbeitete er bei den Freiberger Hüttenwerken, seit 1853 als Hüttenchemiker.
1857 vertrat er seinen Lehrer Plattner an der Bergakademie und 1857 wurde er Oberhüttenamtsassessor. Im Jahre 1863 wurde er Professor für Lötrohrprobierkunst an der Freiberger Bergakademie; von 1866 bis 1873 leitete er zusätzlich das Hüttenlaboratorium der Freiberger Hüttenwerke. Anschließend widmete er sich den Vorlesungen über Hüttenlehre und metallurgische Probierkunst. 1867 wurde er mit dem Ehrendoktortitel der Universität Leipzig geehrt. 1873 wurde er Professor für Hüttenkunde und metallurgische Probierkunde.
Von 1875 bis 1896 wirkte Theodor Richter als Rektor (Magnifizenz) der Bergakademie und war der letzte der Freiberger Rektoren, die für dieses Amt auf Lebenszeit gewählt wurden. 1890 wurde er zum Mitglied der Leopoldina gewählt. Richter verstarb 1898 in Freiberg und wurde auf dem Donatsfriedhof beigesetzt.

## Leistungen
Die bedeutendste Leistung Richters war die spektralanalytische Untersuchung der schwarzen Zinkblende, wobei er 1863 zusammen mit Ferdinand Reich das chemische Element Indium entdeckte. Den Namen Indium wählten die Entdecker aufgrund der indigoblauen Spektralfarbe.

## Veröffentlichungen (Auswahl)
- Vorläufige Notiz über ein neues Metall. – In: Journal für praktische Chemie. 89 (1863), S. 441–442.
- Über das Indium. – In: Journal für praktische Chemie. 90 (1863), S. 172–176 und 92 (1864) S. 480–485.
- Probirkunst mit dem Lötrohr (1865)

## Ehrungen
Das von August Breithaupt im Jahr 1865 beschriebene neue Mineral Richterit wurde nach ihm benannt.